# Digitaria eriantha
Digitaria eriantha är en gräsart som beskrevs av Ernst Gottlieb von Steudel. Digitaria eriantha ingår i släktet fingerhirser, och familjen gräs.

## Underarter
Arten delas in i följande underarter:
- D. e. pentzii
- D. e. transvaalensis
- D. e. stolonifera

## Bildgalleri

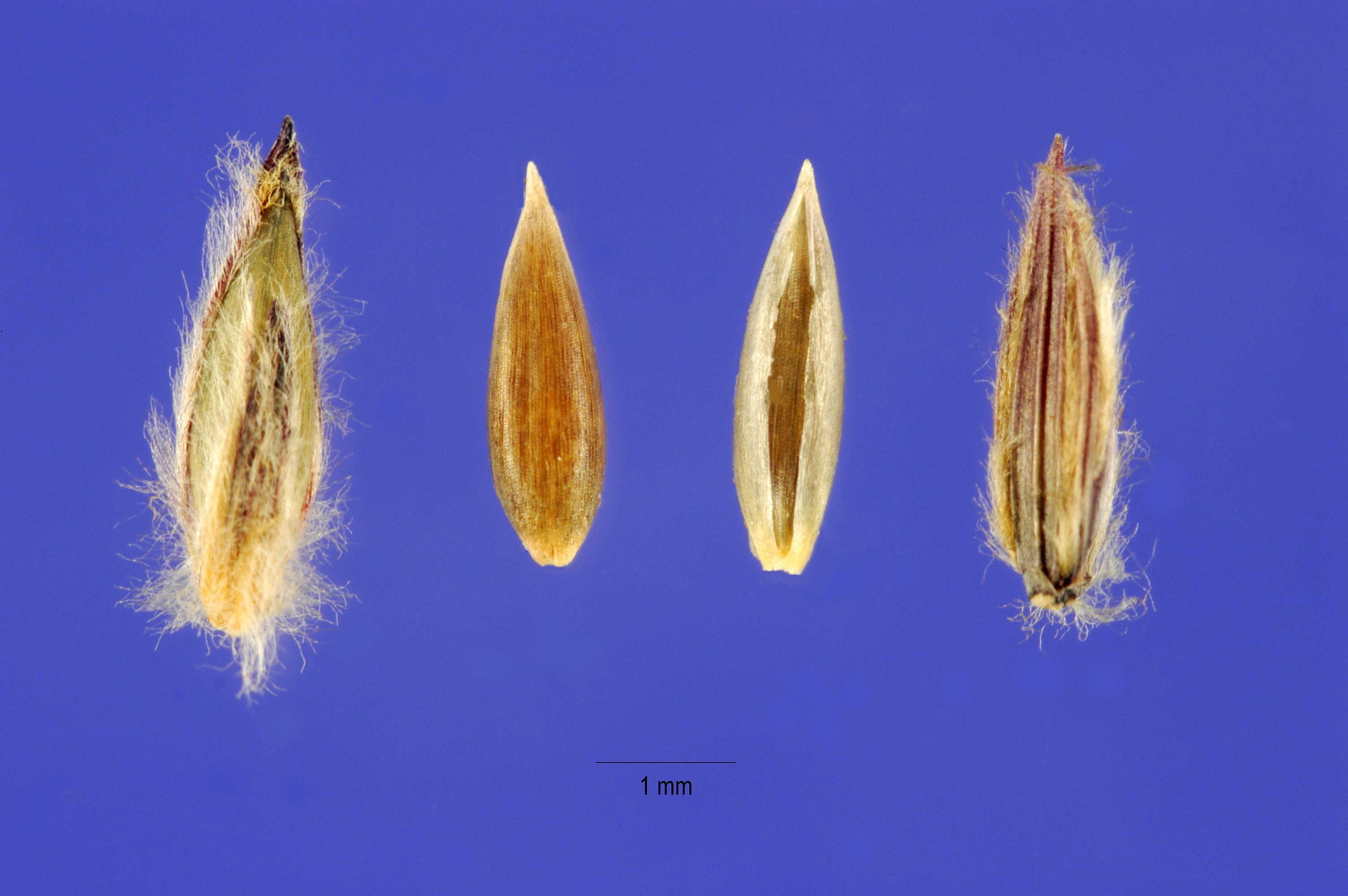